# Johann Joseph Obrist
Johann Joseph Obrist, auch Joannes Josephus Oberst, Joannes Josephus Oberster (* vor 1715 – † nach 1752), war ein deutscher Bildhauer, der mindestens von 1715 bis 1752 in Augsburg und Umgebung tätig war.

## Leben
Johann Joseph Obrist, „fürstlicher Hof-Kistler“ aus Würzburg, wird genannt im Zusammenhang mit Kanzeln, Altaraufsätzen (insbesondere Strahlenkränzen), Tabernakeln und Taufbecken. Entwürfe (Radierungen) hierzu gab er in Buchform heraus.
1716 erwarb Obrist durch Einheirat in eine Augsburger Schreinerfamilie das Bürgerrecht, war zweimal verwitwet und heiratete 1723 in der Augsburger St.-Georg-Pfarrkirche ein Mitglied der Bildhauerfamilie Dirr in Weilheim in Oberbayern, zu der auch Philipp Dirr gehörte. Ihre Tochter Maria Francisca Obrist heiratete 1753 in der Basilika St. Ulrich und Afra den Bildhauer Johann(es) Schlupf (* 1723 in Batzhausen, Oberpfalz), welcher 1751 in Augsburg seinen Meistertitel erworben hatte.
Ein Sohn des Paares, Sebastian Vitus Schlupf (1761–1826), war ab 1792 in Hamburg als Bildhauer und Lehrer für das Dekorationszeichnen tätig.

## Werke (Auswahl)
- Johann Joseph Obrist: Entwurf eines Tabernakels. Verleger Wolff Jeramias – Erben, Augsburg, etwa 1720–1730.
- Johann Joseph Obrist, Johann Balthasar Probst: Kanzeln. Verlag Wolff, Augsburg, 1740.
- Ochsenhausen, 1728/29: Hochaltar mit der Marienkrönung (Strahlenkranz) in der Klosterkirche St. Georg.[10]
- Unterliezheim, 1736: Tabernakel und beide Seitenaltäre in der Pfarr- und Wallfahrtskirche St. Leonhard.
- Neukirchen beim Heiligen Blut, 1750–1752: Gnadenaltar in der Wallfahrtskirche mit Strahlenkranz.

Tabernakel-Entwurf (Deckblatt) 1720–1730
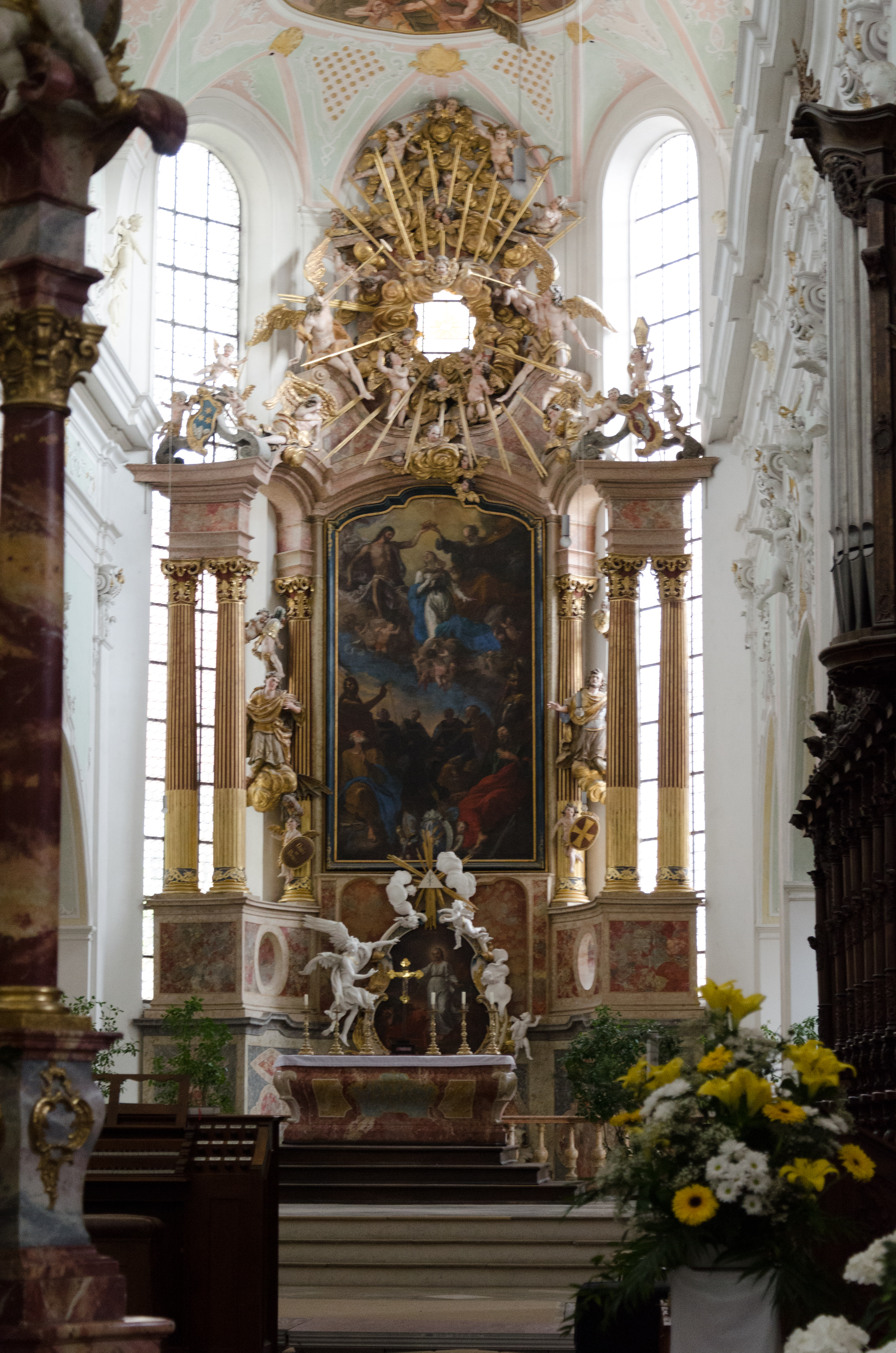
Ochsenhausen, St. Georg: Hochaltar mit dem Strahlenkranz Marienkrönung
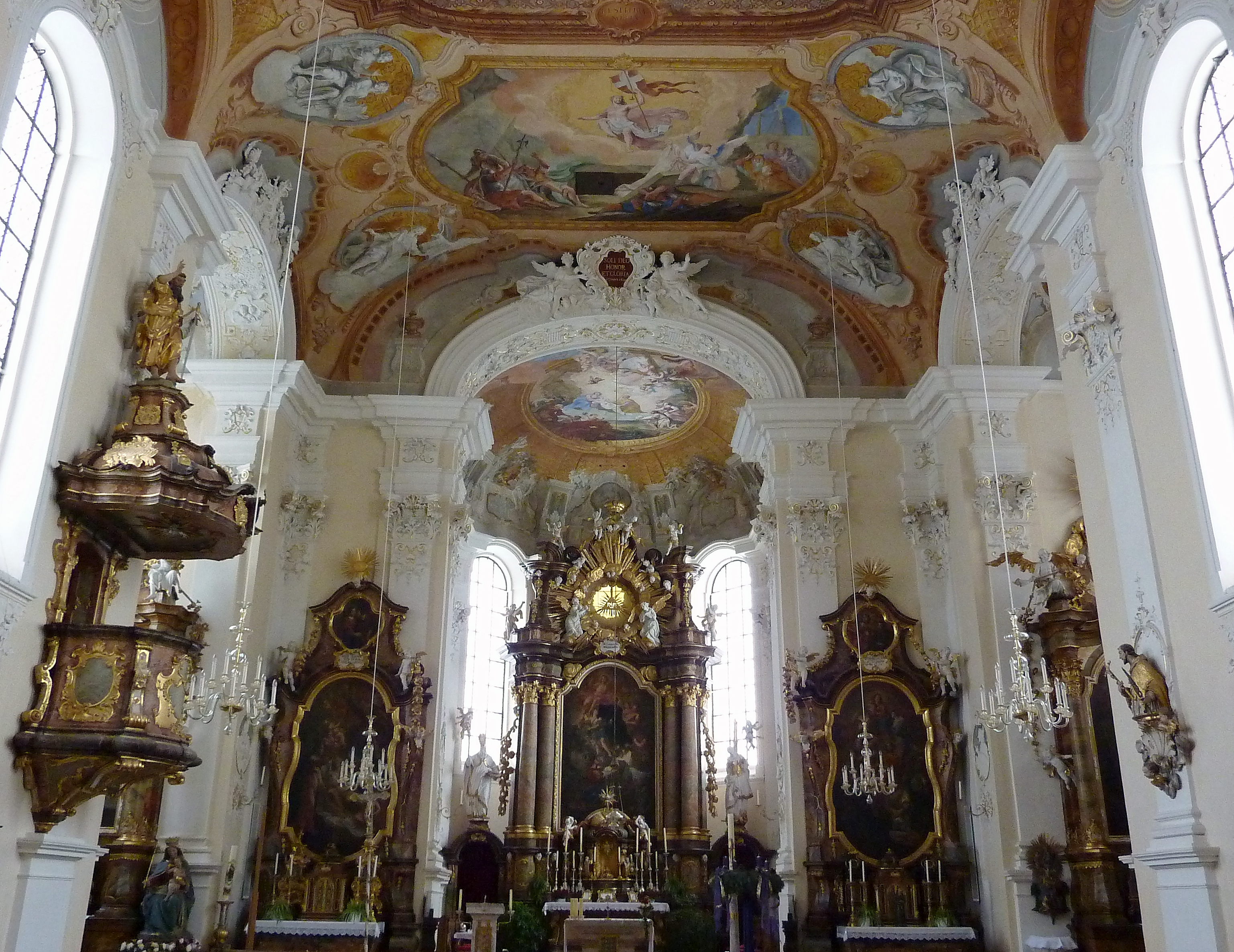
Unterliezheim, St. Leonhard: Hauptaltar mit Seitenaltären
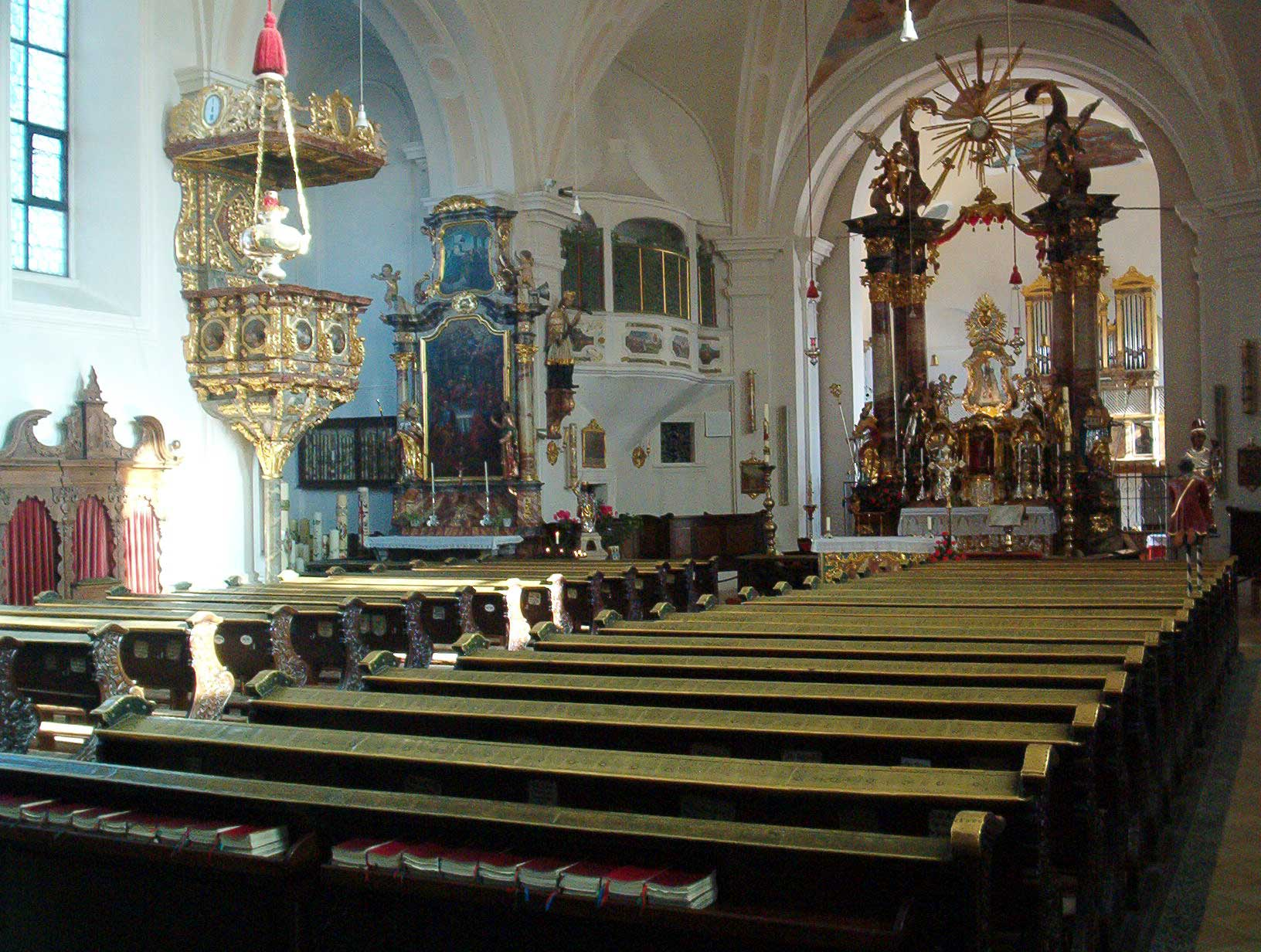
Neukirchen beim Heiligen Blut, Wallfahrtskirche: der Gnadenaltar mit Strahlenkranz